# Conquista di Khaybar
La conquista di Khaybar (in arabo غزوة خيبر‎?, Ghazwat Khaybar) è un fatto d'armi che vide i musulmani, guidati dal loro Profeta, impadronirsi di Khaybar, un'oasi del Ḥijāz a 150 km a nord di Medina, prevalentemente abitata da ebrei, per lo più dei Banu Nadir.

## La battaglia
Nel muḥarram 7 dell'Egira (equivalente al maggio-giugno 628), Maometto decise di conquistare l'oasi, assai probabilmente per la fastidiosa concorrenza commerciale che Khaybar esercitava sui traffici di Medina, per la sua grande ricchezza e, non meno probabilmente, per "indennizzare" i musulmani del mancato bottino che avrebbe comportato la conquista di Mecca, vanificata dall'Accordo di al-Ḥudaybiyya (marzo 628), peraltro politicamente assai vantaggiosi per la Umma islamica.
Secondo un'informazione di Musa ibn 'Uqba ripresa poi da Ibn Kathir, il Profeta si mise in marcia alla volta di Khaybar 20 notti circa dopo essere tornato da al-Ḥudaybiyya, alla guida di una forza di uomini oscillante fra le 1 600 e le 1 800 unità. Al contrario di quanto gli ebrei speravano, i beduini Ghaṭafān non intervennero in loro aiuto, malgrado le offerte generose degli abitanti dell'oasi, e non è improbabile che ciò dipendesse dall'intenzione dei beduini di convertirsi e di legarsi in tal modo alle sorti di Medina, visto che la loro conversione avvenne immediatamente dopo la conquista di Khaybar da parte dei musulmani. Ṭabarī però riferì che i beduini si ritirarono nei luoghi dei loro insediamenti perché era giunta voce che essi stessero per essere aggrediti, il che farebbe pensare a una diversione tattica dei musulmani.
Per piegare la resistenza dei difensori, asserragliati nelle loro fortezze (aṭām, plurale di uṭum) - tra cui si possono ricordare quella di al-Qamūṣ, dei B. Abū l-Ḥuqayq, e di al-Waṭīḥ e di al-Sulālim - Muhammad ordinò il taglio di 400 palme da dattero: fatto che è in stridente contrasto con le norme del successivo diritto islamico bellico che vieta il danneggiamento del territorio, considerato proprietà divina affidata agli uomini in semplice possesso.
I difensori furono piegati non solo dalla forza degli attaccanti ma anche da alcuni tradimenti perpetrati anche da ebrei. Si narra anche che sia Abū Bakr, sia ʿUmar, sia al-Zubayr b. al-ʿAwwām non furono in grado di sopraffare gli abitanti di Khaybar, finché il Profeta non assegnò l'incarico a suo cugino ʿAlī, anche se non è escluso che le tradizioni relative all'eroismo del futuro quarto califfo "ortodosso" e primo Imām sciita siano state alquanto forzate dalla successiva tradizione sciita.
Il fatto di dover superare le difficoltà logistiche generate dal prolungarsi dell'assedio portò a consumare la carne di numerosi asini usciti dalla città, fatto da cui derivò la norma alimentare che autorizza il consumo della carne dell'asino in caso di necessità, mentre quella del cavallo e del mulo rimane non consentita.
Un altro episodio che merita di essere menzionato fu il matrimonio contratto dal Profeta con Ṣafiyya bt. Ḥuyayy b. Akhṭab - già moglie di Kināna b. al-Rabīʿ b. Abī al-Ḥuqayq (un capo dei Naḍīr) - che era stata inizialmente assegnata come preda bellica a Diḥya b. Khalīfa al-Kalbī prima che il Profeta però se ne invaghisse e la prendesse per sé, indennizzando Diḥya con sette teste di bovino.

Il fatto tuttavia più rilevante fu che suo marito fosse messo a morte dopo la resa di Khaybar per essersi rifiutato di rivelare dove fosse il tesoro dei Naḍīr, creando una sorta di precedente che sarebbe poi stato reiterato da Khālid b. al-Walīd nella guerra della ridda, quando egli uccise il capo dei suoi avversari, il famoso poeta Mālik ibn Nuwayra, impalmandone la vedova. L'ostilità che l'episodio ingenerò nel futuro califfo ʿUmar gli derivò peraltro dal fatto che l'uccisione di Mālik era avvenuta prima del matrimonio, quasi a determinare la possibilità del nuovo matrimonio di Khālid. L'episodio dispiacque talmente al futuro califfo da provocarne una decisa avversione verso la "Spada di Dio".

## La questione relativa allamut'a

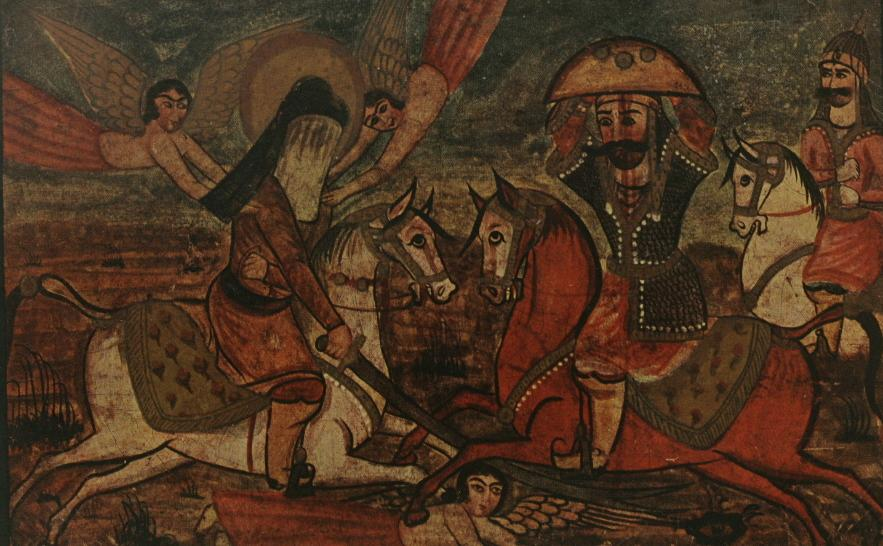
Hazrat Ali uccide Marhab

Un ultimo avvenimento estremamente rilevante si verificò alla fine della spedizione, una volta conquistata Khaybar. Secondo la tradizione islamica infatti, sulla via del ritorno a Medina, il Profeta avrebbe dichiarato da quel momento illecito il "matrimonio a termine" (mutʿa al-nisāʾ). La tradizione - che è ritenuta però falsa dagli sciiti, che di conseguenza autorizzano tale tipo di connubio che permette di sposare con tutti i crismi una donna e di renderla soggetto di diritti, ivi compresi eventualmente quelli dell'eredità, qualora il marito muoia nel corso del matrimonio "a termine" - è stata surrettiziamente resuscitata nei tempi più recenti dai musulmani sunniti che vivono in Occidente.

## Trattamento degli ebrei di Khaybar
Khaybar si arrese a condizione dopo un mese e mezzo di resistenza, dopo che i caduti musulmani avevano raggiunto una cifra aggirantesi sulla ventina. In base al trattato di pace, Maometto consentì agli ebrei di seguitare a vivere nell'oasi, cedendo però ai musulmani la metà del prodotto agricolo (per lo più datteri). Un simile trattamento, assai meno feroce di quello messo in atto a Medina, dopo la fine dell'assedio dei Meccani e dei loro alleati, dimostra come non ci fosse un aprioristico e virulento odio dei musulmani arabi nei confronti degli ebrei, ma una contrapposizione politica e spirituale, anche assai dura. 
Da quel momento in poi, ricordando la frase pronunciata dalla moglie preferita del Profeta, ʿĀʾisha, i musulmani "emigrati" ebbero la possibilità di «saziarsi di datteri» una volta per tutte, superando la loro endemica penuria di mezzi che li aveva accompagnati fin dall'epoca dell'Egira.

## Grido di guerra
Il grido “Khaybar, Khaybar ya yahud, jaish Muhammad, sawfa Ya'ud" è un’incitazione sovente utilizzata in manifestazioni contro gli ebrei che recita testualmente: “Khaybar, Khaybar o giudei, l’armata di Muhammad, tornerà”.